# Stadion Stari plac
Stadion Stari plac (Staro Hajdukovo, Stadion pod Marjanom, Kod stare Plinare) – stadion piłkarski w Splicie, w Chorwacji. Obiekt może pomieścić do 20 000 widzów. Swoje spotkania rozgrywają na nim rugbyści klubu RK Nada Split, w latach 1911–1979 występowali na nim również piłkarze Hajduka Split.
Boisko Hajduka Split utworzono w 1911 roku na dawnym wojskowym placu ćwiczebnym. Powstało ono wówczas w orientacji wschód-zachód. W 1923 roku zmieniono orientację boiska na północ-południe. W 1926 roku zbudowano pierwszą drewnianą trybunę, ale jeszcze tego samego roku została ona zniszczona przez pożar. Trzy lata później wybudowano kolejną drewnianą trybunę na 900 widzów. Uległa ona zniszczeniu podczas II wojny światowej. W 1949 roku wybudowano następną drewnianą trybunę na 1400 widzów. Dziesięć lat później powstała wschodnia trybuna i postawiono maszty oświetleniowe. W 1979 roku Hajduk Split przeniósł się na nowo powstały stadion Poljud, a maszty oświetleniowe przeniesiono na stadion Park mladeži. W okresie użytkowania obiektu Hajduk Split dziewięciokrotnie zdobył tytuł mistrza Jugosławii. Obecnie ze stadionu korzystają rugbyści klubu RK Nada Split. Na arenie dwukrotnie zagrała piłkarska reprezentacja Jugosławii, 26 lutego 1969 roku towarzysko ze Szwecją (2:1) oraz 4 kwietnia 1971 roku w eliminacjach do ME 1972 z Holandią (2:0).